# 해피투게더현대교통
해피투게더현대교통(-現代交通)은 대구광역시의 시내버스 운송 업체이고 본사는 대구광역시 달성군 유가읍 테크노중앙대로2길 45 (유곡리, 유곡리공영차고지)에 있다.

## 역사 및 현황
1969년 12월 17일에 시내버스 운송 면허를 취득하여 설립 되었고 수성구 파동에서 시작하였다. 2010년 4월 28일에 창성여객을 인수·합병하여 차량 총 대수 96대를 달성하였고, 평리리차고지를 영업소로 개편했다. 2015년 7월 경에는 세한여객을 인수하였다.

대구광역시에서 세한여객, 영진교통과 함께 에디슨 화이버드를 운용 중인 회사다. 2017년 4월 2일에는 유가면 유곡리에 새로 조성한 유곡리공영차고지로 통합 이전했다. 같은 해 5월 31일에는 회사명을 현대교통 주식회사에서 현 명칭인 해피투게더현대교통 주식회사로 변경하였다. 2021년 12월에 유곡리공영차고지에 전기버스 충전기를 마련하고, 일렉시티를 도입하여 전기버스 운용을 시작했다.

## 차고지
- 대구광역시 달성군 유가읍 테크노중앙대로2길 45

## 보유 차량
- KGM커머셜 - 에디슨 화이버드
- 현대자동차 - 현대 뉴 슈퍼 에어로시티, 현대 저상 뉴 슈퍼 에어로시티, 현대 일렉시티

## 노선
| 노선번호         | 운행경로 기점 ↔ 중간경유지 ↔ 종점       | 운행경로 기점 ↔ 중간경유지 ↔ 종점 | 운행경로 기점 ↔ 중간경유지 ↔ 종점       | 운행대수           | 비고                    |
| ---------------- | --------------------------------------- | --------------------------------- | --------------------------------------- | ------------------ | ----------------------- |
| 급행7번          | 북구 동호동 영진교통 차고지             | 달성군 다사읍 서재리 서재금봉타운 | 달서구 대곡동공영차고지                 | 3                  | 동명교통, 신흥버스 공배 |
| 급행8번          | 달성군 구지면 내리 달성2차산업단지      | 달서구 월성2동 달서구청           | 서구 이현동 서대구역                    | 12                 | 세운버스 공배           |
| 410번            | 남구 봉덕3동 앞산공원                   | 중구 남일동 중앙로역              | 남구 봉덕3동 앞산공원                   | 11 (저상 6)        | 단독운행                |
| 410-1번          | 남구 봉덕3동 앞산공원                   | 중구 남일동 중앙로역              | 남구 봉덕3동 앞산공원                   | 13 (저상 10)       | 단독운행                |
| 665번            | 달성군 구지면 내리 달성2차산업단지      | 달성군 화원읍 설화리 설화명곡역   | 달서구 대천동공영차고지                 | 15 (저상 8대)      | 단독운행                |
| 남구1번          | 남구 봉덕3동 앞산공원                   | 남구 대명2동 명덕네거리           | 남구 봉덕3동 앞산공원                   | 6 (저상 5)         | 단독운행                |
| 남구1-1번        | 남구 봉덕3동 앞산공원                   | 남구 대명2동 명덕네거리           | 남구 봉덕3동 앞산공원                   | 6 (저상 4)         | 단독운행                |
| 655번            | 달성군 유가읍 유곡리공영차고지          | 달서구 이곡동 성서산업단지역      | 달성군 다사읍 매곡리공영차고지          | 5 (저상 5 전 차량) | 세한여객, 우진교통 공배 |
| 달서1번          | 달서구 대천동공영차고지                 | 달서구 이곡동 성서산업단지역      | 달성군 다사읍 매곡리공영차고지          | 3 (저상 1)         | 신흥버스 공배           |
| 달성2번          | 달성군 논공읍 달성군청                  | 달서구 대곡동 대곡역              | 달서구 대천동공영차고지                 | 8 (저상 1)         | 단독운행                |
| 달성3번          | 달성군 현풍읍 성하리 현풍시외버스터미널 | 달성군 구지면 창리 구지면사무소   | 달성군 구지면 고봉리                    | 1                  | 단독운행                |
| 달성4번          | 달성군 구지면 내리 달성2차산업단지      | 달성군 구지면 창리 구지면사무소   | 달성군 현풍읍 성하리 현풍시외버스터미널 | 3 (저상 3)         | 단독운행                |
| 달성5번          | 달서구 대곡동 대곡역                    | 달성군 옥포읍 김흥리 설티고개     | 달성군 유가읍 양리 유가사               | 2                  | 단독운행                |
| 달성6번          | 달성군 유가읍 본말리                    | 달성군 유가읍 가태리 달창저수지   | 달성군 현풍읍 성하리 현풍시외버스터미널 | 1                  | 단독운행                |
| 달성7번          | 달성군 현풍읍 성하리 현풍시외버스터미널 | 달성군 구지면 평촌리              | 달성군 구지면 유산리                    | 1                  | 단독운행                |
| 예비차           |                                         |                                   |                                         | 5 (저상 1)         |                         |
| 18종(예비차포함) |                                         |                                   |                                         | 95대               |                         |